# Hypsochila microdice
Hypsochila microdice is een vlindersoort uit de familie van de Pieridae (witjes), onderfamilie Pierinae.
Hypsochila microdice werd in 1852 beschreven door Blanchard.